# Guillermo Francisco y Alcanduz

Guillermo Francisco y Alcanduz es un maestro impresor activo en Pamplona en torno a 1695. Asociado con Lázaro González de Asarta, en 1695, tomó en arriendo la imprenta de los herederos de Juan Micón, sus hijos Catalina y Juan. La empresa no tuvo éxito y, después de unas pocas ediciones, se disolvió cuando los herederos de Juan Micón vendieron su taller a Francisco Antonio de Neira en 1698.

## Una sociedad tipográfica efímera
Guillermo Francisco y Alcanduz había trabajado en el taller de Martín Gregorio de Zabala juntamente con Lázaro González de Asarta hasta que, en 1695, decidieron emanciparse y alquilar la imprenta de los herederos de Juan de Micón, Catalina, casada con Domingo de Berdala quien en la práctica dirigía el negocio, y su hermano Juan de Micón, hijo. 
En ese mismo año sacan un sermón del capuchino Jaime de Corella y el Almanaque de 1696, que pretenden vender con perjuicio para su antiguo patrón, Martín Gregorio de Zabala, quien les denunció ante los tribunales por no respetar el monopolio de venta que poseía sobre esta publicación.
La sociedad formada por los dos “tipógrafos” —como se identifican en el pie de imprenta— se extingue en 1696, cuando solo ha transcurrido un año, tras la aparición de una Suma del trinitario navarro Leandro del Santísimo Sacramento, ampliada por  Manuel de la Santísima Concepción, consistente en un abultado volumen en cuarto, la única obra de importancia realizada por estos efímeros impresores.
Cabe señalar que en ese mismo año de 1696 su socio Lázaro González de Asarta fue encarcelado y obligado a pagar una indemnización como consecuencia de una trifulca con cuchilladas que tuvo en Pamplona, en el descampado de la Taconera. Es probable que este incidente provocara la disolución de la sociedad constituida el año anterior.

## Fin de la sociedad de impresores
Sea por el motivo señalado o por otros, el negocio proyectado por Francisco y Alcanduz y González de Asarta no debió de afianzarse ya que no se tienen noticias de impresiones posteriores a 1696. Por esas fechas los hermanos Micón gestionaban la venta del taller a Francisco Antonio de Neira, que se materializó en un contrato firmado en 1698 en el que se precisaba que si los arrendatarios Lázaro González de Asarta y Guillermo Francisco y Alcanduz planteaban algún problema, correspondería a los vendedores, los hermanos Micón, resolver el conflicto y abonar las indemnizaciones que fueran necesarias. Los arrendatarios no opusieron resistencia, sin duda porque no tenían encargos de interés.